# Principato vescovile di Strasburgo
Il Principato vescovile di Strasburgo fu uno stato ecclesiastico tedesco inserito nel contesto del Sacro Romano Impero, che persistette nella propria esistenza dal X secolo al 1803, costituendosi come entità territoriale di rilievo a partire dall'epoca medievale. La sua capitale fu Strasburgo e comprendeva i territori attorno alla città. Durante l'epoca moderna, il principato episcopale fece parte della Provincia dell'Alto Reno e aveva il 21º voto al Reichstag.
A partire dal XVIII secolo, il vescovado passò sempre più sotto l'influenza francese perdendo progressivamente territorio al punto che durante la Rivoluzione francese la restante parte occidentale di esso venne occupata dalle truppe francesi che ne annetterono una parte mentre il restante nel 1803 venne mediatizzato all'Elettorato di Baden.

## Storia
La diocesi venne fondata nel IV secolo d.C. e riconosciuta come principato ecclesiastico nel X secolo col vescovo Erkanbaldo. Già in epoca post-romana, ad ogni modo, la diocesi di Strasburgo era stata particolarmente favorita dai Merovingi che con Dagoberto aveva eseguito importanti donazioni alla chiesa locale purché inviasse dei monaci a cristianizzare parte della Foresta Nera con delle missioni. I primi possedimenti riconosciuti parte dello stato di Strasburgono furono Vallée de la Bruche, Rufach ed Ettenheim.
Il principato ecclesiastico di Strasburgo continuò a fiorire durante tutto il medioevo, arrivando ad annettere anche una vasta area situata sulla riva sinistra del Reno comprendente i villaggi di Saverne, Molheim, Benfeld, Dachstein, Dambach, Dossenheim-Kochersberg, Erstein, Kästenbolz, Rhinau e la regione del Mundat (comprendente Rouffach, Soultz e Eguisheim). Tra il 1223 ed il 1260 i vescovi Bertoldo I di Teck ed Enrico III di Stahleck ingrandirono notevolmente il territorio secolare sottoposto al principato episcopale, riuscendo ad annettere alcune città imperiali dell'area di Ortenau tra Landau ed il lago di Bienne, dando grande impulso alla città di Ettenheim. Nel 1262, dopo una lotta col vescovo Walter di Geroldseck, venne ottenuto definitivamente il territorio della città di Strasburgo che divenne quindi stabilmente la nuova capitale del principato. Dal 1359, in riconoscimento dei territori acquisiti, i vescovi di Strasburgo portarono anche il titolo di langravi d'Alsazia. Nella metà del XIV secolo, l'area del principato si estendeva per 1400 chilometri quadrati con circa 300 villaggi. Dal 1444 i vescovi presero stabile residenza perlopiù nella città di Saverne dove era presente un castello di proprietà dei principi-vescovi dove essi conducevano una vita come aristocratici dell'epoca.
Durante il periodo della riforma protestante, la città di Strasburgo fu uno dei centri del protestantesimo. La rivolta dei contadini del 1525 prese piede anche nel vescovado e venne repressa nel sangue grazie ai pesanti provvedimenti presi dal vescovo Giovanni IV di Manderscheid-Blankenheim e dal capitolo della cattedrale contro i protestanti. Dopo la morte del vescovo, si riaccesero le polemiche tra cattolici e protestanti anche all'interno dello stesso capitolo episcopale che si concluse con un nulla di fatto, ma costò al principato la concessione di Renchtal al Württemberg per pagare le spese necessarie.
Dopo la fine della Guerra dei Trent'anni i vescovi vennero pesantemente influenzati dal governo francese grazie soprattutto alla complicità dei vescovi della dinastia von Furstenberg prima e dei loro successori dalla casa Rohan (una delle più influenti ed antiche della Franca). Una prima mutazione dello stato avvenne nel 1681 quando tali territori vennero occupati dalla Francia di Luigi XIV e formalmente riconosciuti ad essa dal Sacro Romano Impero col Trattato di Ryswick del 1697.
I vescovi mantennero in Alsazia solo la loro sede principesca, anch’essa occupata dai francesi con lo scoppio della Rivoluzione. La parte rimanente dello stato di Strasburgo posta lungo la riva destra del Reno consisteva invece dei villaggi di Oberkirch, Ettenheim e Oppenau, territori che saranno perlopiù secolarizzati a vantaggio dell'Elettorato di Baden con la secolarizzazione decisa dal Reichsdeputationshauptschluss del 25 febbraio 1803, pochi giorni dopo la morte dell'ultimo principe-vescovo sovrano, il cardinale Louis-René-Édouard de Rohan-Guéménée.

## Principi-vescovi di Strasburgo (982-1803)
- Erkanbaldo † (982 - 11 ottobre 991 deceduto)
- Wilderoldo † (992 - 4 luglio 999 deceduto)
- Alavico, O.S.B. † (999 - 3 febbraio 1001 deceduto)
- Werner I d'Asburgo † (1001 - 28 ottobre 1029 deceduto)
- Guglielmo di Baviera † (1030 - 7 novembre 1047 deceduto)
- Wizelin (Hezilo) † (maggio 1048 - 15 gennaio 1065 deceduto)
- Werner II von Achalm † (1065 - 1079 deceduto)
- Teobaldo † (1079 - 1084 deceduto)
- Otto von Büren † (1085 - 3 agosto 1100 deceduto)
- Baldovino † (1100 - 1100 deceduto)[1]
- Kuno † (1100 - 1123 deposto)
- Bruno von Hochberg † (1123 - 1126 deposto)
- Eberardo † (circa 1126 - 1127)
- Bruno von Hochberg † (ottobre 1129 - 22 marzo 1131 dimesso) (per la seconda volta)
- Gebeardo von Urach † (22 marzo 1131 - 1141 deceduto)
- Burcardo I † (10 aprile 1141 - 10 luglio 1162 deceduto)
- Rodolfo † (1162 - 1179 deposto)
- Corrado I † (20 dicembre 1179 - 21 dicembre 1180 deceduto)
- Enrico di Hasenburg † (prima del 18 aprile 1181 - 25 marzo 1190 deceduto)
- Corrado di Hühnenburg † (10 aprile 1190 - 3 novembre 1202 deceduto)
- Enrico di Veringen † (1202 - 11 marzo 1223 deceduto)
- Bertoldo di Teck † (1223 - 1244 deceduto)
- Enrico di Stahleck † (1245 - 3 marzo 1260 deceduto)
- Walter di Geroldseck † (27 marzo 1260 - 12 febbraio 1263 deceduto)
- Enrico di Geroldseck † (prima del 22 aprile 1263 - 1273 deceduto)
- Corrado di Lichtenberg † (1273 - 1º agosto 1299 deceduto)
- Federico di Lichtenberg † (15 settembre 1299 - 20 dicembre 1305 deceduto)
- Giovanni di Dürbheim (Diepenheim) † (18 febbraio 1306 - 6 novembre 1328 deceduto)
- Bertoldo di Bucheck, O.T. † (28 novembre 1328 - 25 novembre 1353 deceduto)
- Giovanni di Lichtenberg † (15 gennaio 1354 - 14 settembre 1365 deceduto)
- Giovanni di Lussemburgo-Ligny † (23 dicembre 1365 - 28 aprile 1371 nominato arcivescovo di Magonza)
- Lamprecht di Brunn † (28 aprile 1371 - 28 aprile 1374 nominato vescovo di Bamberga)
  - Lamprecht di Brunn † (27 agosto 1374 - 1375 dimesso) (amministratore apostolico)
- Friedrich di Blankenheim † (5 luglio 1375 - 7 luglio 1393 nominato vescovo di Utrecht)
  - Ludovico di Thierstein, O.S.B. † (1393 deceduto) (vescovo eletto)
  - Burcardo di Lützelstein † (1393 - 1394 deceduto) (vescovo eletto)
- Guglielmo di Diest † (27 luglio 1393 - 6 ottobre 1439 deceduto)
- Corrado di Busnang † (novembre 1439 - 11 novembre 1440 dimesso)
- Roberto del Palatinato-Simmern † (11 novembre 1440 - 18 ottobre 1478 deceduto)
- Alberto del Palatinato-Mosbach † (18 gennaio 1479 - 20 agosto 1506 deceduto)
- Guglielmo di Hohnstein † (4 dicembre 1506 - 29 giugno 1541 deceduto)
- Erasmus Schenk von Limburg † (9 dicembre 1541 - 27 novembre 1568 deceduto)
- Giovanni di Manderscheid † (26 giugno 1573[2] - 2 maggio 1592 deceduto)
  - Carlo III di Lorena-Vaudémont † (1º luglio 1592 - 24 novembre 1607 deceduto) (amministratore apostolico)
- Leopoldo V d'Austria † (24 novembre 1607 succeduto - 19 aprile 1626 dimesso)
  - Leopoldo Guglielmo d'Austria † (10 ottobre 1626 - 21 novembre 1662 deceduto) (amministratore apostolico)
- Franz Egon von Fürstenberg † (30 luglio 1663 - 1º aprile 1682 deceduto)
- Wilhelm Egon von Fürstenberg † (11 gennaio 1683 - 9 aprile 1704 deceduto)
- Armand I de Rohan-Soubise † (9 aprile 1704 - 19 luglio 1749 deceduto)
- Armand II de Rohan-Soubise † (19 luglio 1749 succeduto - 28 giugno 1756 deceduto)
- Louis-César-Constantin de Rohan-Guémené-Montbazon † (3 gennaio 1757 - 11 marzo 1779 deceduto)
- Louis-René-Édouard de Rohan-Guéménée † (11 marzo 1779 succeduto - 17 febbraio 1803)

secolarizzazione del principato vescovile